# Fred Tuttle
Frederick Herman Tuttle (* 18. Juli 1919 in Tunbridge, Vermont; † 4. Oktober 2003 ebenda) war ein amerikanischer Milchbauer, Schauspieler und Kandidat für den Senat der Vereinigten Staaten für Vermont im Jahre 1998.

## Leben
Tuttle wurde in Tunbridge, Vermont, als Sohn von Bessie Laura (Hoyt) und Joseph Charles Tuttle geboren. Er lebte in Tunbridge sein ganzes Leben außer während des Zweiten Weltkrieges, als er in der United States Army diente.
Tuttle verließ die High School im zweiten Jahr, um auf der Familienfarm zu arbeiten. 1961 heiratete er seine Frau Dorothy und gab die Landwirtschaft 1984 auf.
Nach seiner Pensionierung spielte er in mehreren Filmen von dem aus Vermont stammenden John O’Brien wie Nosey Parker und Man with a Plan mit. In letzterem Film spielt er einen Landwirt in Ruhestand, der für das Repräsentantenhaus der Vereinigten Staaten kandidiert.
1998 wurde Tuttle überredet, bei der Vorwahl als republikanischer Kandidat für den Senat der Vereinigten Staaten anzutreten. Sein Gegner war Jack McMullen, ein Multimillionär, der die meiste Zeit seines Lebens in Massachusetts gelebt hatte. McMullen hatte einige Gegner in der eigenen Partei, da sie ihn für einen Carpetbagger hielten, der nur nach Vermont zog, um sich um einen Sitz im Senat zu bewerben. Bei den Vorwahlen in Vermont ist es auch Demokraten und Parteilosen erlaubt, abzustimmen. Viele Wahlberechtigte sahen darin eine Möglichkeit, die Wahl von McMullen zu verhindern. Einige haben mit der Kampagne auch den Verkauf des Filmes Man with a Plan fördern wollen. Sechs Jahre später wurde dann Jack McMullen Kandidat der Republikaner für den Senat.
Der folgende Wahlkampf war in vielerlei Hinsicht bemerkenswert. McMullen und die Republikanische Partei stellten Tuttles Wahlantrag in Frage und ließen 95 Unterstützerunterschriften für ungültig erklären. Danach fehlten ihm 23 Unterschriften; er erhielt aber 2309 zusätzliche. McMullen brachte Tuttle daraufhin Blumen ins Krankenhaus. Dort befand er sich für eine Knieoperation.
Während der Radiodebatten fragte Tuttle nach lokalem Wissen und nicht politische Fragen. Für McMullen war es als Zugezogener nicht möglich, die Fragen zu beantworten oder die Städtenamen richtig auszusprechen. Auf die Frage „Wie viele Zitzen hat ein Holstein-Rind?“ antwortete er „Sechs“. Eine Kuh hat aber vier Zitzen. Die Vorwahlen gewann Tuttle dann mit zehn Prozentpunkten Vorsprung. Er trat gegen den amtierenden demokratischen Senator Patrick Leahy an.
Tuttles Wahlkampf gegen Senator Leahy war durch die lobenden Worte für seinen Gegner geprägt. „Er weiß, wie viele Zitzen eine Kuh hat.“ Tuttle sagte, er wollte gar nicht gewinnen, da er dann nach Washington, D.C. umziehen müsste. Obwohl er seinen Gegner unterstützte, erhielt er 48.051 Wählerstimmen (22 Prozent der Wähler).
Tuttle wurde von Senator Leahy als „die destillierte Essenz von Vermanthood“ beschrieben. Er wurde sowohl als beeindruckender Individualist als auch als Otto Normalbürger gesehen.
Tuttle starb an einen Herzinfarkt, nachdem er mehrere Tage Kartoffeln ausgegraben hatte. Er wurde in seinem Overall mit einem Stift für Autogramme und einer Getränkedose Moxie beerdigt.

## Wahlergebnisse
| Kandidat      | Wähler | Anteil   |
| ------------- | ------ | -------- |
| Fred Tuttle   | 28.355 | 53,69 %  |
| Jack McMullen | 23.321 | 44,16 %  |
| Write-ins     | 1137   | 2,15 %   |
| Gesamt        | 52.813 | 100,00 % |

| Partei                 | Kandidat                    | Wähler  | Anteil   | ±        |
| ---------------------- | --------------------------- | ------- | -------- | -------- |
| Demokratische Partei   | Patrick Leahy (Amtsinhaber) | 154.567 | 72,22 %  | +18,05 % |
| Republikanische Partei | Fred Tuttle                 | 48.051  | 22,45 %  | −20,90 % |
| Libertarian Party      | Hugh Douglas                | 4199    | 1,96 %   |          |
| Independent            | Barry Nelson                | 2893    | 1,35 %   |          |
| Grassroots             | Robert Melamede             | 2459    | 1,15 %   |          |
| Liberty Union          | Jerry Levy                  | 1238    | 0,58 %   | −1,21 %  |
| Write-ins              |                             | 629     | 0,29 %   |          |
| Gesamt                 | Gesamt                      | 214.036 | 100,00 % |          |